# Reformierte Kirche in Ungarn

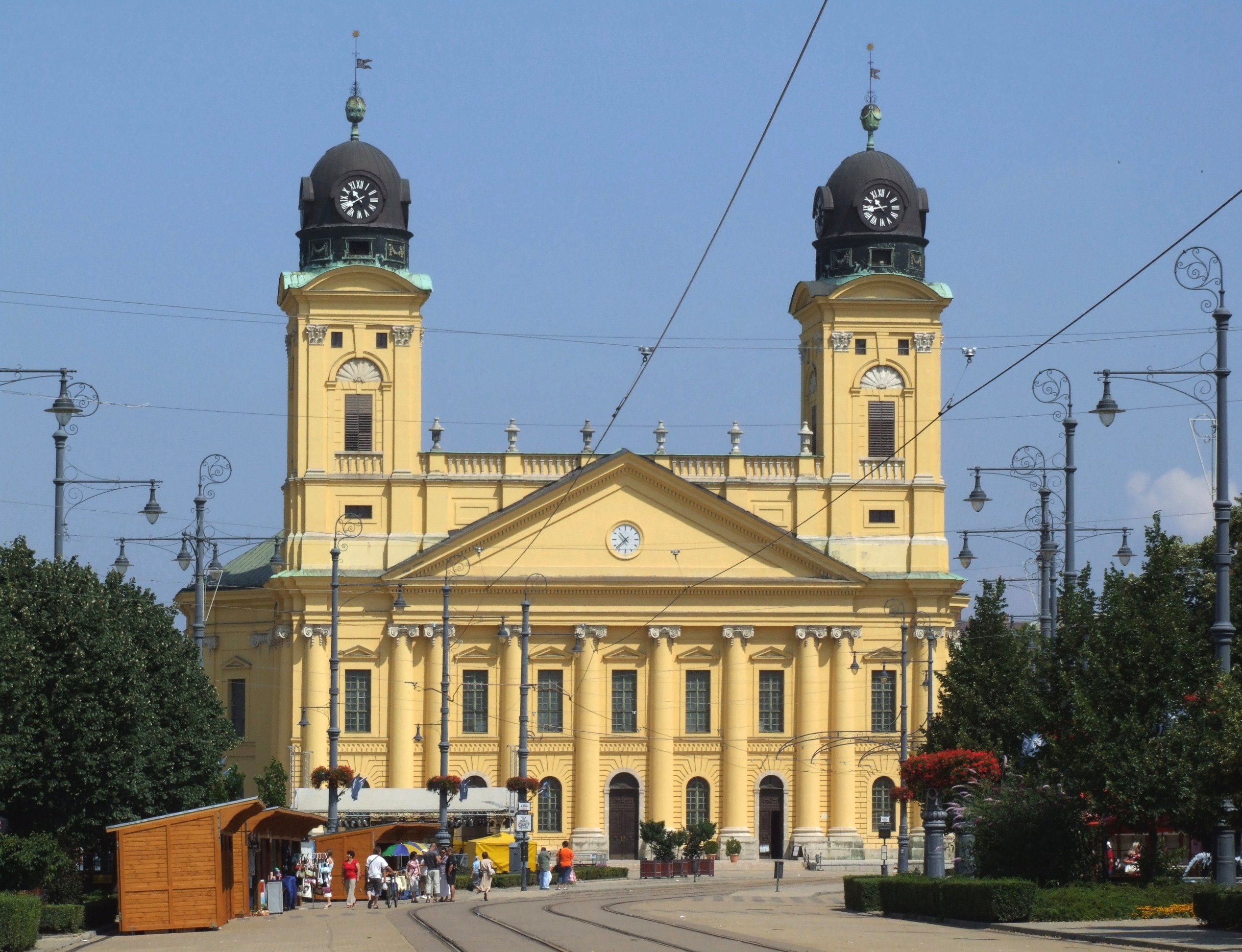
Große Reformierte Kirche Debrecen

Die Reformierte Kirche in Ungarn (ungarisch: Magyarországi Református Egyház) ist die nationale reformierte Kirche Ungarns und die zweitgrößte Glaubensgemeinschaft in Ungarn. Laut Volkszählung 2001 bekennen sich 15,9 Prozent der Bevölkerung des Landes zum reformierten Glauben.

## Geschichte
Die Reformierte Kirche in Ungarn entstand im Jahr 1567 bei der Synode von Debrecen durch die Annahme des zweiten Helvetischen Bekenntnisses und des Heidelberger Katechismus. Den reformierten Fürsten Stephan Bocskai, Gábor Bethlen und Georg I. Rákóczi gelang es im Lauf der ersten Hälfte des 17. Jahrhunderts jeweils für eine kurze Zeit, von den Habsburgern die Religionsfreiheit für Ungarn zu erzwingen. Doch bald wurden die ungarischen Reformierten wieder gewaltsam unterdrückt. 1849 unterstützte der reformierte Bischof von Debrecen offen den ungarischen Freiheitskämpfer Lajos Kossuth. Erst nach dem österreichisch-ungarischen Ausgleich von 1867 kam es wieder zu einer relativen Religionsfreiheit in Ungarn. Im Jahre 1891 erhielt die Reformierte Kirche in Ungarn eine Kirchenverfassung. Infolge des Vertrags von Trianon von 1920 und der damit einhergehenden Gebietsverluste Ungarns verlor die Reformierte Kirche in Ungarn rund die Hälfte ihrer Mitglieder – teils an bereits bestehende Kirchen wie die Evangelische Kirche H.B. in Österreich (im Fall der Gemeinde in Oberwart) und teils an neu gegründete Kirchen wie die Reformierte Kirche in Rumänien (westlicher Kirchendistrikt) oder die Reformierte Kirche in Transkarpatien. Während der deutschen Besatzung im Zweiten Weltkrieg setzte sich die kirchliche Organisation „Guter Hirte“ für das Leben von Verfolgten ein. In der kommunistischen Zeit wurden der staatliche Religionsunterricht abgeschafft und die kirchlichen Vereine verboten. Für kirchliche Belange war das Staatsamt für kirchliche Angelegenheiten zuständig. Nachdem 1989 der Eiserne Vorhang gefallen war, wurde 1990 ein Gesetz über die Religions- und Gewissensfreiheit erlassen.

## Organisation
Die Kirche ist in 1200 Gemeinden in 27 Senioraten (ungarisch egyházmegye) in vier Kirchensprengeln beziehungsweise Kirchendistrikte (ungarisch egyházkerület) gegliedert. Die vier Kirchensprengel sind der Kirchensprengel diesseits der Theiß mit Sitz in Miskolc, der Kirchensprengel jenseits der Theiß mit Sitz in Debrecen, der Kirchensprengel an der Donau mit Sitz in Budapest und der transdanubische Kirchensprengel mit Sitz in Veszprém. Seniorate und Kirchensprengel werden jeweils von einer Doppelspitze geleitet: Neben dem Superintendenten beziehungsweise Bischof (ungarisch püspök) als geistlichem Leiter steht ein Kurator als weltlicher Leiter. Auch an der Spitze der Synode stehen ein geistlicher Synodenpräsident (= leitender Bischof) und ein Landeskurator. Leitender Bischof ist seit 2014 József Steinbach, der Bischof des Kirchendistrikts Transdanubien (als Nachfolger des zurückgetretenen Zoltán Balog, der ab 2021 amtiert hatte).
Die Reformierte Kirche in Ungarn ist Mitglied der Weltgemeinschaft Reformierter Kirchen, der Gemeinschaft Evangelischer Kirchen in Europa und des Ökumenischen Rats der Kirchen. In mehreren anderen Ländern bestehen ungarischsprachige reformierte Kirchen, die im Weltbund der ungarischen Reformierten und in der Beratenden Synode der ungarischen Reformierten mit der Reformierten Kirche in Ungarn verbunden sind.